# Akemi Iwata
Akemi Iwata (岩田 明美 Iwata Akemi?), född 19 januari 1954, är en japansk tidigare fotbollsspelare.
Akemi Iwata debuterade för japans landslag den 11 juni 1981 i en 0–2-förlust mot Thailand. Hon spelade 3 landskamper för det japanska landslaget. Hon deltog bland annat i Asiatiska mästerskapet i fotboll för damer 1981.